# Bryn Gunn
Bryn Gunn (* 21. August 1958 in Kettering) ist ein ehemaliger englischer Fußballspieler. Als Spieler gewann er mit Nottingham Forest den Europapokal der Landesmeister 1979/80.

## Spielerkarriere

### Nottingham Forest (1975–1986)
Bryn Gunn debütierte am 30. August 1975 im Alter von 17 Jahren für Nottingham Forest in der Football League Second Division. Insgesamt bestritt er in seiner ersten Saison elf Ligaspiele. Sein nächstes Ligaspiel für seine Mannschaft bestritt er erst in der Football League First Division 1978/79 und verpasste so die Meisterschaft in der Saison 1977/78. Zudem gewann der Verein ohne den nicht in den Kader berufenen Bryn Gunn den Titel im Europapokal der Landesmeister 1978/79 (1:0 gegen Malmö FF). Neben zwei Spielen in der Saison 1979/80 wurde der 21-jährige Abwehrspieler von Trainer Brian Clough für das Finale im Europapokal der Landesmeister 1979/80 nominiert und in der 84. Minute für Frank Gray eingewechselt. Nottingham gewann die Partie mit 1:0 gegen den Hamburger SV und verteidigte damit seinen Titel im Landesmeisterpokal. Zwischen 1980 und 1983 erspielte sich Gunn einen Platz in der Mannschaft und kam regelmäßig zum Einsatz. Nach siebzehn Spielen in der Football League First Division 1984/85, verbrachten er die Saison 1985/86 auf Leihbasis bei drei unterklassigen Vereinen, ehe er im August 1986 zu Peterborough United wechselte.

### Peterborough United und FC Chesterfield (1986–1992)
Mit seiner neuen Mannschaft verbrachte er die folgenden drei Spielzeiten in der Football League Fourth Division, ehe er 1989 zum ebenfalls in der vierten englischen Liga spielenden FC Chesterfield wechselte. 1992 beendete er seine Spielerkarriere.

## Titel und Erfolge
- Landesmeisterpokalsieger: 1980